# Смаїлов Аліхан Асханович
Аліхан Асханович Смаїлов (каз. Смайылов Әліхан Асханұлы; нар. 18 грудня 1972, Алмати, Казахська РСР, СРСР) — казахстанський політичний діяч. Був Прем'єр-міністром Казахстану з 11 січня 2022 року до 5 лютого 2024 року. Перший заступник прем'єр-міністра Республіки Казахстан (2019—2022), міністр фінансів Республіки Казахстан (2018—2020), тимчасовий виконувач обов'язків прем'єр-міністра Казахстану (5 січня 2022 — 11 січня 2022).
1994 року закінчив Казахський національний університет імені Аль-Фарабі (1994) за спеціальністю «прикладна математика», 1996 року — Казахстанський інститут менеджменту, економіки та прогнозування при Президентові Республіки Казахстан, здобувши ступінь магістра державного управління.
5 січня 2022 року указом Президента Республіки Казахстан призначений тимчасовим виконувачем обов'язків прем'єр-міністра Казахстану.